# Cercion pendulum
Cercion pendulum is een libellensoort uit de familie van de waterjuffers (Coenagrionidae), onderorde juffers (Zygoptera).
De wetenschappelijke naam van de soort is voor het eerst geldig gepubliceerd in 1939 door Needham & Gyger.
Cercion wordt niet meer algemeen erkend en de drie soorten die nog onder het geslacht worden gerekend acht men veelal incertae sedis.